# Sidney Lumet
Sidney Arthur Lumet (AFI: [luːˈmɛt]; Filadelfia, 25 giugno 1924 – New York, 9 aprile 2011) è stato un regista, produttore cinematografico, sceneggiatore e attore statunitense.

## Biografia
Lumet nacque a Filadelfia (in Pennsylvania), ma crebbe nel Lower East Side di Manhattan (New York), figlio dell'attore Baruch Lumet e della ballerina Eugenia Wermus (deceduta quando il regista era ancora un bambino), entrambi degli immigrati polacchi d'origine ebraica ashkenazita (il padre Baruch nacque infatti a Varsavia). I genitori nel corso della loro carriera furono molto attivi allo Yiddish Art Theatre di New York, dove lo stesso Lumet esordirà poi in qualità di attore all'età di quattro anni. Studiò alla Professional Children School e dal 1939 partecipò a diversi spettacoli teatrali.
Agli inizi degli anni cinquanta lavorò come regista per alcuni spettacoli teatrali e per alcune serie televisive. Debuttò come regista cinematografico con il lungometraggio La parola ai giurati (1957), interpretato dall'amico Henry Fonda, con cui girerà cinque film. La pellicola affrontò i temi del razzismo e la violazione dei diritti civili e ottenne numerosi riconoscimenti tra cui l'Orso d'oro al Festival di Berlino e fruttò a Lumet anche una candidatura all'Oscar al miglior regista.
I suoi film ottennero molto successo anche per l'abilità dimostrata nel dirigere grandi star come Sophia Loren in Quel tipo di donna (1959), Anna Magnani e Marlon Brando in Pelle di serpente (1960), Katharine Hepburn e Ralph Richardson ne Il lungo viaggio verso la notte (1962), Henry Fonda nel ruolo del presidente degli Stati Uniti in A prova d'errore (1964), Rod Steiger ne L'uomo del banco dei pegni (1964), Sean Connery ne La collina del disonore (1965).
Acclamato come una celebrità del cinema hollywoodiano, negli anni settanta diresse altri film di successo come Serpico (1973) e Quel pomeriggio di un giorno da cani (1975) entrambi con l'interpretazione di Al Pacino agli inizi della carriera, Assassinio sull'Orient Express (1974), tratto da un romanzo di Agatha Christie e che vide riuniti talenti come Ingrid Bergman (Oscar alla miglior attrice non protagonista), Lauren Bacall, Anthony Perkins, Sean Connery, Vanessa Redgrave e Albert Finney (nel ruolo di Hercule Poirot), e Quinto potere (1976), una critica al sistema televisivo e agli effetti nei confronti degli spettatori. Il film valse l'Oscar ai due protagonisti, Peter Finch e Faye Dunaway.
Negli anni ottanta girò altre pellicole notevoli quali Il verdetto (1982) con Paul Newman e James Mason, Daniel (1983) sul caso Rosenberg e Il mattino dopo (1986), per il quale Jane Fonda fu candidata all'Oscar. Dopo pellicole che non riscontrarono il consenso delle precedenti, tra le quali Gloria (1999) con Sharon Stone, remake del film di John Cassavetes, girò Prova a incastrarmi - Find Me Guilty (2006), con Vin Diesel, e Onora il padre e la madre (2007) con Ethan Hawke e Philip Seymour Hoffman, sua ultima regia. Alla 77ª edizione degli Oscar (2005) ottenne il riconoscimento alla carriera. Nel 2009 partecipò al documentario I Knew It Was You, sotto la regia di Richard Shepard, per ricordare l'attore John Cazale a trent'anni dalla morte.

### Vita privata
Dal 1949 al 1954 fu sposato con l'attrice Rita Gam.
Si sposò con l'ereditiera Gloria Vanderbilt il 28 agosto 1956 e divorziò nell'agosto del 1963.

## Filmografia

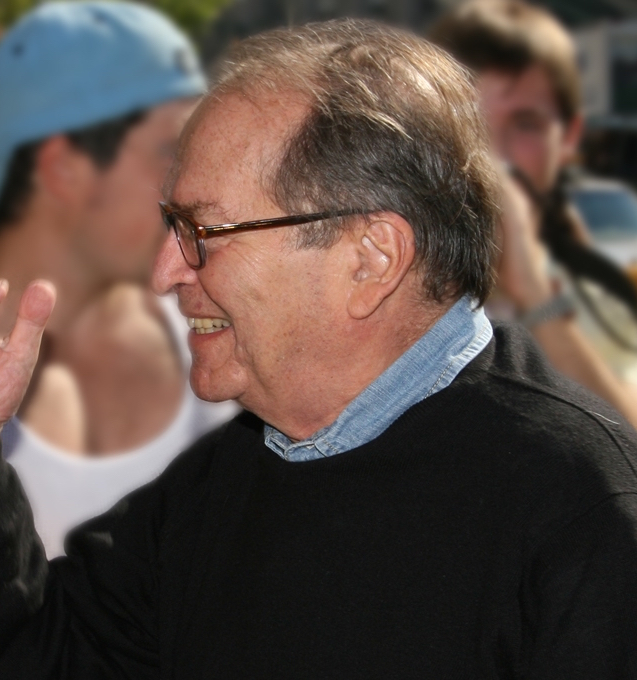
Sidney Lumet al Toronto International Film Festival del 2007.

- Quartiere maledetto (...One Third of a Nation...) (1939) regia di Dudley Murphy - attore
- La parola ai giurati (12 Angry Men) (1957)
- Fascino del palcoscenico (Stage Struck) (1958)
- Quel tipo di donna (That Kind of Woman) (1959)
- Pelle di serpente (The Fugitive Kind) (1960)
- Uno sguardo dal ponte (Vue du Pont) (1962)
- Il lungo viaggio verso la notte (Long Day's Journey Into Night) (1962)
- L'uomo del banco dei pegni (The Pawnbroker) (1964)
- A prova di errore (Fail-Safe) (1964)
- La collina del disonore (The Hill) (1965)
- Il gruppo (The Group) (1966)
- Chiamata per il morto (The Deadly Affair) (1966)
- Addio Braverman (Bye Bye Braverman) (1968)
- Il gabbiano (The Sea Gull) (1968)
- La virtù sdraiata (The Appointment) (1969)
- La poiana vola sul tetto (Last of the Mobile Hot Shots) (1970)
- King: una testimonianza filmata... da Montgomery a Memphis (King: A Filmed Record... Montgomery to Memphis) (1970) - documentario, co-regia con Joseph L. Mankiewicz
- Rapina record a New York (The Anderson Tapes) (1971)
- Riflessi in uno specchio scuro (The Offence) (1972)
- Spirale d'odio (Child's Play) (1972)
- Serpico (1973)
- Lovin' Molly (1974)
- Assassinio sull'Orient-Express (Murder on the Orient Express) (1974)
- Quel pomeriggio di un giorno da cani (Dog Day Afternoon) (1975)
- Quinto potere (Network) (1976)
- Equus (1977)
- I'm Magic (The Wiz) (1978)
- Dimmi quello che vuoi (Just Tell Me What You Want) (1980)
- Il principe della città (Prince of the City) (1981)
- Trappola mortale (Deathtrap) (1982)
- Il verdetto (The Verdict) (1982)
- Daniel (1983)
- Cercando la Garbo (Garbo Talks) (1984)
- Power - Potere (Power) (1986)
- Il mattino dopo (The Morning After) (1986)
- Vivere in fuga (Running on Empty) (1988)
- Sono affari di famiglia (Family Business) (1989)
- Terzo grado (Q & A) (1990)
- Una estranea fra noi (A Stranger Among Us) (1992)
- Per legittima accusa (Guilty as Sin) (1993)
- Prove apparenti (Night Falls on Manhattan) (1996)
- Se mi amate... (Critical Care) (1997)
- Gloria (1999)
- Rachel, quand du seigneur (2004) - cortometraggio
- Prova a incastrarmi - Find Me Guilty (Find Me Guilty) (2006)
- Onora il padre e la madre (Before the Devil Knows You're Dead) (2007)

## Riconoscimenti

### Premio Oscar
- 1958 – Candidatura al miglior regista per La parola ai giurati
- 1976 – Candidatura al miglior regista per Quel pomeriggio di un giorno da cani
- 1977 – Candidatura al miglior regista per Quinto potere
- 1982 – Candidatura al miglior sceneggiatura non originale per Il principe della città
- 1983 – Candidatura al miglior regista per Il verdetto
- 2005 – Oscar alla carriera

### Golden Globe
- 1958 – Candidatura al miglior regista per La parola ai giurati
- 1976 – Candidatura al miglior regista per Quel pomeriggio di un giorno da cani
- 1977 – Miglior regista per Quinto potere
- 1982 – Candidatura al miglior regista per Il principe della città
- 1983 – Candidatura al miglior regista per Il verdetto
- 1989 – Candidatura al miglior regista per Vivere in fuga